# Myzopoda aurita
Il pipistrello dai piedi a ventosa orientale (Myzopoda aurita  Milne-Edwards & Grandidier, 1878) è un pipistrello della famiglia dei Mizopodidi endemico del Madagascar.

## Descrizione

### Dimensioni
Pipistrello di medie dimensioni, con la lunghezza totale tra 101 e 118 mm, la lunghezza dell'avambraccio tra 46 e 52 mm, la lunghezza della coda tra 40 e 53 mm, la lunghezza del piede tra 5 e 6 mm, la lunghezza delle orecchie tra 31 e 39 mm e un peso fino a 10,5 g.

### Aspetto
La pelliccia è corta e densa. Il colore generale del corpo è brunastro talvolta con dei riflessi rossastri. Il muso è corto e piatto, il labbro superiore si estende ben oltre quello inferiore, gli occhi sono piccoli. Le orecchie sono grandi, a forma di imbuto, separate tra loro, sebbene i margini anteriori si tocchino sopra la fronte. Alla base del padiglione auricolare è presente una formazione fungiforme, probabilmente con la stessa funzione del trago. Alla base dei pollici e sulle piante dei piedi sono presenti dei cuscinetti carnosi adesivi. La coda è molto lunga e si estende per circa un terzo oltre l'ampio uropatagio. 

### Ecolocazione
Emette ultrasuoni a media intensità sotto forma di impulsi multi-armonici a frequenza quasi costante con massima energia a circa 42 kHz ed insolitamente frammentati.

## Biologia

### Comportamento
Si rifugia tra le grandi foglie della palma del viaggiatore, dove si arrampica sulle sue superfici lisce grazie ai cuscinetti adesivi.

### Alimentazione
Si nutre di insetti particolarmente di falene.

## Distribuzione e habitat
Questa specie è diffusa in gran parte delle coste orientali del Madagascar. La sua presenza è segnalata in numerose località, incluse (Maroantsetra, Mananara Avaratra, Mahambo, Toamasina, Mananjary e Tolagnaro). Alcuni ritrovamenti fossili in Tanzania risalenti al pleistocene inferiore dimostrano che in passato il suo areale era più esteso.
Vive nelle foreste pluviali litorali e in ambienti frequentati dall'uomo fino a 970 metri di altitudine.

## Conservazione
La IUCN Red List, considerato il vasto areale anche in zone altamente frequentate dall'uomo, classifica M.aurita come specie a rischio minimo (Least Concern)).
La Zoological Society of London, in base a criteri di unicità evolutiva e di esiguità della popolazione, considera Myzopoda aurita una delle 100 specie di mammiferi a maggiore rischio di estinzione.
È presente in diverse aree naturali protette in Madagascar tra cui il Parco nazionale di Marojejy, il Parco nazionale di Masoala e la Riserva speciale di Analamazaotra.